# 강경고등학교
강경고등학교(江景高等學校)는 대한민국 충청남도 논산시 강경읍 남교리에 있는 공립 고등학교이다.

## 학교 연혁
- 1936년 4월 11일 : 3년제 강경공립 실과여학교 설립인가
- 1936년 4월 21일 : 제1회 입학식 거행(개교기념일)
- 1943년 4월 22일 : 4년제(깁종) 강경공립여학교로 승격
- 1945년 12월 1일 : 강경공립여자중학교로 교명변경(6년제)
- 1950년 12월 1일 : 강경여자고등학교 개편인가
- 1976년 3월 1일 : 중·고 분리(현위치로 이전)
- 1991년 7월 5일 : 강경고등학교로 개편인가
- 2019년 3월 1일 : 보건복지 교과중점학교 운영(교육부)
- 2024년 3월 1일 : 제25대 김영성 교장 취임
- 2025년 1월 13일 : 제87회 졸업식(61명 졸업, 총 졸업생수 14,848명)
- 2025년 3월 4일 : 제2025학년도 신입생 입학(36명 입학)

## 참고 자료
- 강경고등학교 - 한국교육학술정보원 학교알리미